# Llac Chiem

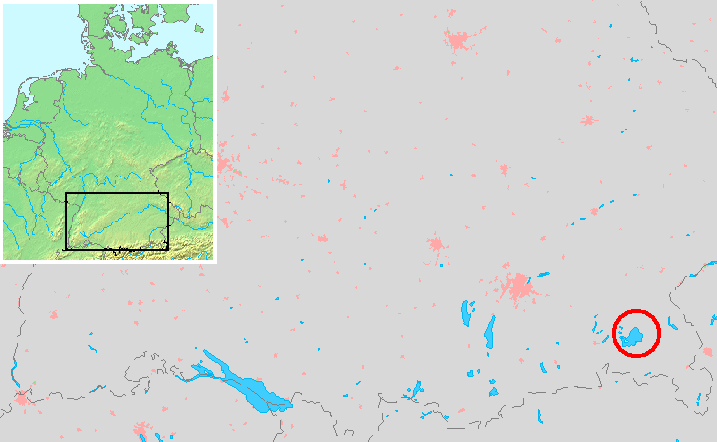
Ubicació del llac Chiem al sud d'Alemanya.

El llac Chiem (en alemany: Chiemsee) (pronunciació alemanya: [ˈkiːmzeː]) és un llac de Baviera, Alemanya, a prop de Rosenheim. Sovint es coneix com "el mar de Baviera". Els rius Großache i Prien desemboquen a la part sud del llac, i el riu Alz neix al nord del llac. El riu Alz desemboca al riu Inn, que més endavant s'uneix al Danubi. El llac es divideix entre una secció nord més gran, al nord-est, anomenada Weitsee, i la secció sud, anomenada Inselsee, al sud-oest.
La regió de Chiemgau, al voltant del llac, és una famosa àrea de vacances.

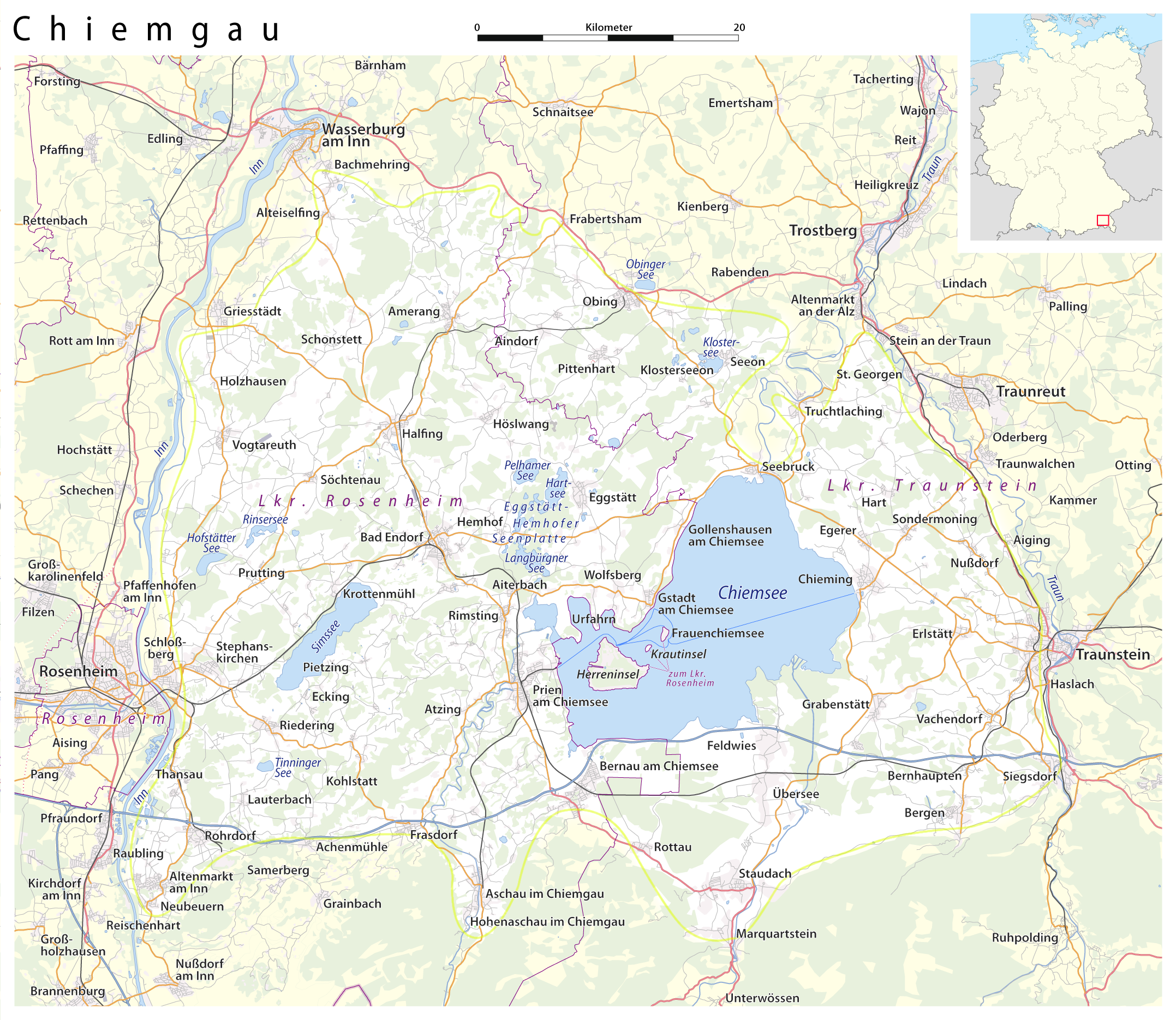
Mapa en alta resolució del llac, a la regió de Chiemgau

## Orígens
El llac Chiem es va formar, com molts altres llacs prealpins, al final de l'última glaciació, fa uns 10.000 anys, d'un buit tallat per una glacera (en alemany: Zungenbecken). Originalment, el llac cobria una superfície d'uns 240 km², que és aproximadament el triple de la seva extensió actual. En 10.000 anys, la seva àrea ha disminuït fins als 80 km² actuals. Abans de 1904, el nivell de l'aigua es va reduir en aproximadament un metre. Com a resultat, es van recuperar grans extensions de terra.

## Illes
Hi ha tres illes principals dins el llac: 
- Herreninsel, la més gran, amb una extensió de 238 hectàrees. El seu nom vol dir "illa dels senyors". A Herreninsel hi ha un palau construït pel rei Lluís II de Baviera l'any 1878, anomenat Herrenchiemsee, que mai es va acabar, però pretenia ser una rèplica del Palau de Versailles. Moltes de les seves habitacions s'obren als turistes; a l'estiu es poden realitzar visites guiades al palau i als seus voltants.

- Frauenchiemsee (5,5 hectàrees), també anomenada Fraueninsel ("illa de les senyores"). A Frauenchiemsee, la segona illa en extensió, hi ha un monestir benedictí, construït el 782, així com un petit poble. Les monges feien un licor anomenat Klosterlikör ("licor del claustre") i massapà (pasta d'ametlles).

- Krautinsel[1] (3,5 hectàrees), que està deshabitada. És coneguda com l'"illa de la col" perquè a l'Edat Mitjana s'hi cultivaven cols i altres verdures.[2]

L'illa més petita del llac es diu Schalch 66 m (217 ft) a l'oest de Frauenchiemsee, amb una forma quadrada, amb un costat d'únicament 4,7 metres i una superfície de 22 m². Aquesta petita illa probablement es va crear artificialment per marcar un lloc poc profund per a velers. Hi ha un salze a l'illa, originalment plantat el 1935, i reemplaçat per un arbre jove als anys 2000.

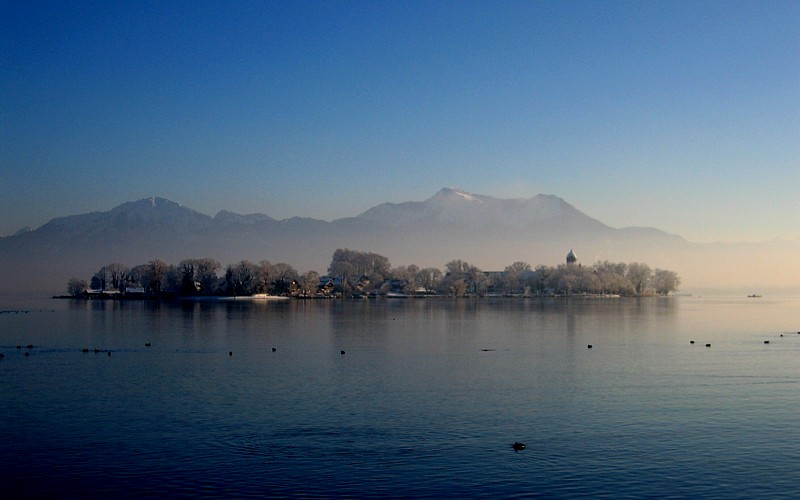
Fraueninsel a l'hivern
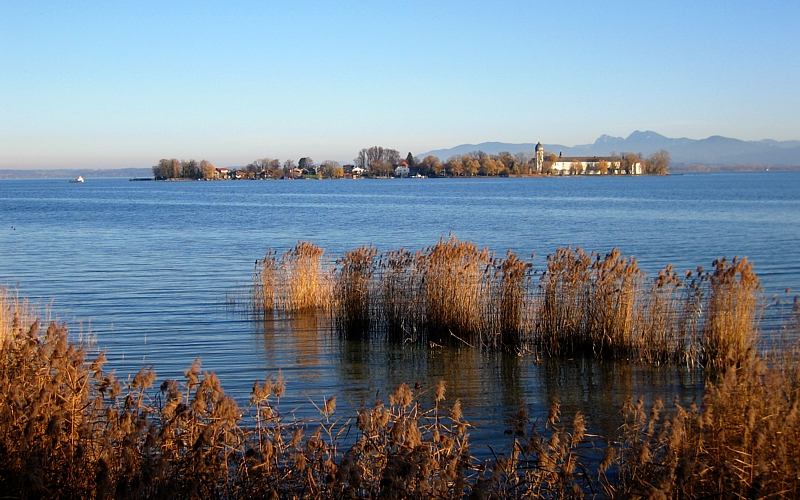
Fraueninsel
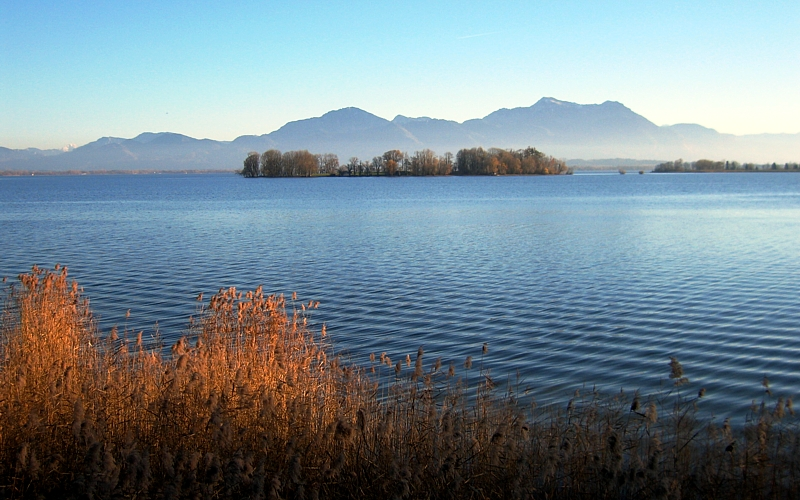
Krautinsel
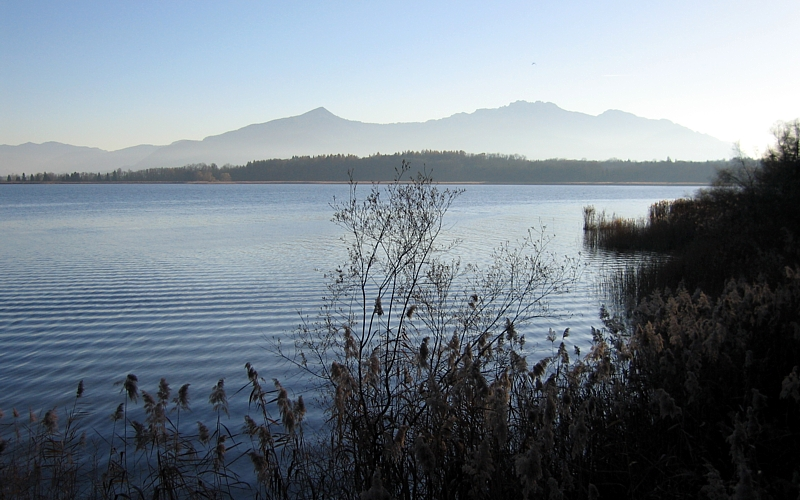
Herreninsel
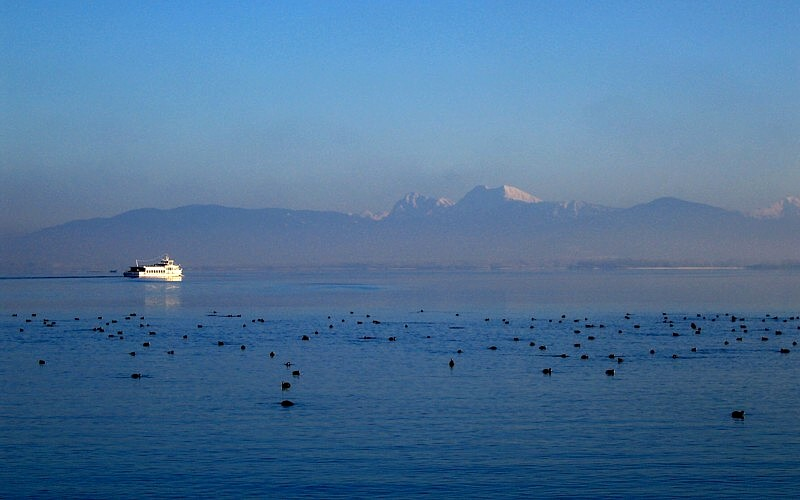
Chiemsee a l'hivern
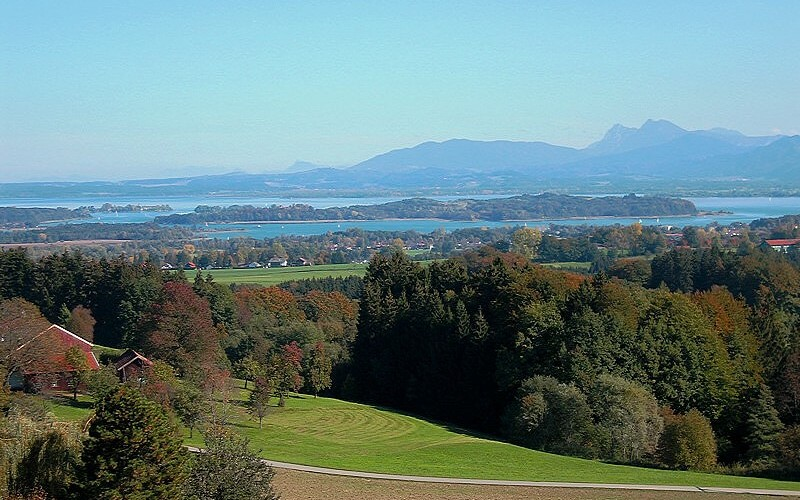
Chiemsee a la tardor
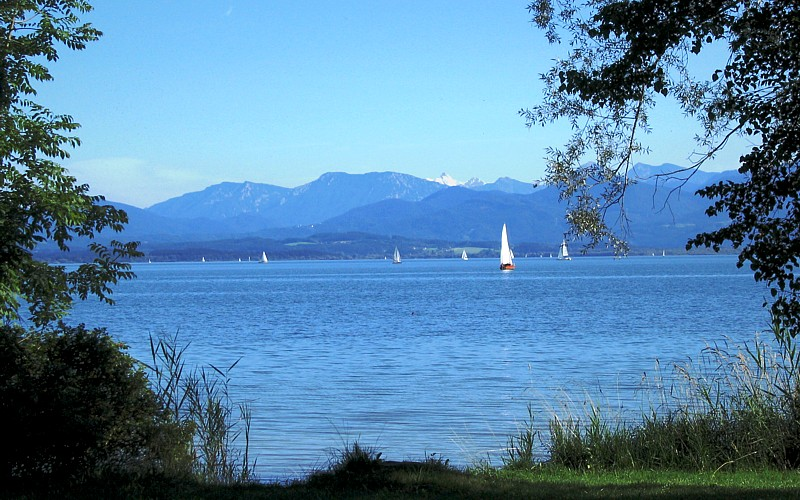
Chiemsee a l'estiu
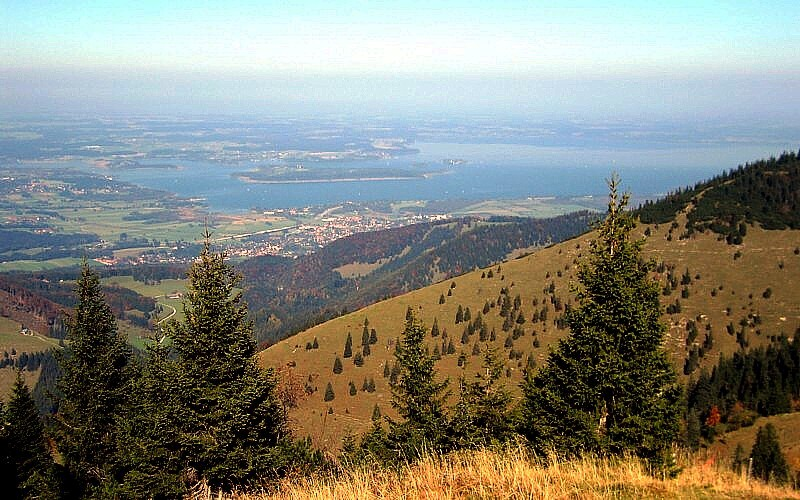
Vista des dels Alps